# Самединов, Абдураим Абдураманович
Абдураи́м Абдурама́нович Самеди́нов (крымскотат. Abduraim Abduraman oğlu Samedinov, Абдураим Абдураман огълу Самединов; д. Лимены Ялтинского уезда Таврической губернии, 1900 — 17 апреля 1938, Симферополь). Председатель Совета народных комиссаров Крымской АССР (1929—1937).

## Биография

### Ранние годы
Родился в 1900 году в деревне Лимены Ялтинского уезда.
Его отец умер, когда ему было десять лет. В семье кроме него, было три брата и сестра. Детство Абдураима было трудным: жизнь в деревне вынуждала его заниматься тяжёлым физическим трудом.
В 1912 году Абдураим Самединов окончил сельскую школу.

### Политическая деятельность
До апреля 1921 года был членом ревкома в Лименах. В 1921—1922 годах — член земельной комиссии и член правления сельхозартели. В 1922 году вступил в ВЛКСМ, стал в Лименах первым комсомольцем, организовав комсомольскую ячейку. Параллельно с этим работал в комиссии помощи голодающим «Помгол» и уполномоченным Алупкинского сельсовета.
В 1924 году вступил в ВКП(б).
В 1925 году окончил областную совпартшколу в Симферополе, после чего был рекомендован на хозяйственно-административную работу.
В течение двух лет работал пропагандистом в агитационно-пропагандистском отделе при ялтинском райкоме. Занимал должность заведующего агитпропом при обкоме ВКП(б) Крыма с октября 1927 по февраль 1928 года. Сразу после этого его назначили секретарём Карасубазарского райкома.
С января по май 1929 года Самединов вернулся в обком, где заведовал отделом по работе в деревне.
В мае 1929 года назначается Председателем Совета народных комиссаров Крымской АССР.
Во время руководства Самединова в Крыму шёл подъём машиностроения: начали работать Камыш-Бурунский судостроительный завод и Керченская судоверфь. В столице был построен авторемонтный завод им. В. В. Куйбышева. К концу 1930-х годов машиностроение давало больше 1/4 промышленной продукции. Строились новые предприятия: пищекомбинат и макаронная фабрика в Симферополе, рыбзавод в Ялте.
В период его руководства крымским правительством 5 марта 1934 года Крымской АССР за «выдающиеся успехи в деле проведения основных сельскохозяйственных работ (сев, уборка урожая, засыпка семян), укрепления колхозов и совхозов и выполнения обязательств перед государством» вручается Орден Ленина (наградной № 626).
Спустя год и сам А. А. Самединов награждается орденом Ленина.

### Преследование
В 1936—1937 годах активно набирают обороты политические репрессии в Крыму. Один за другим арестовываются политические и общественные работники крымскотатарской национальности.
Чтобы обезопасить себя, на пленуме обкома партии 14 сентября 1937 года Самединов заявляет: «Я категорически протестую, когда меня смешивают с Тарханом и Чагаром». Это его не спасает и 16 сентября 1937 года бюро обкома приняло постановление о снятии А. А. Самединова с поста Председателя СНК Крымской АССР.
17 сентября 1937 года арестован УГБ НКВД Крыма, обвинён по ст. 58-7, 8, 11 УК РСФСР, как руководитель антисоветской шпионской организации. При обыске были изъяты паспорт, партбилет, мандаты делегата 17-го съезда ВКП(б), 16-й и 17-й партконференций, билет делегата 17-го съезда Советов, членские билеты ЦИК СССР 1929, 1931, 1935 годов, ВЦИК РСФСР — 1929, 1931, 1935 годов. В постановлении об избрании меры пресечения определялось содержание под стражей в особом корпусе НКВД.
23 сентября 1937 года бюро обкома ВКП(б) принимает решение «за покровительство буржуазных националистов и связь с ними исключить Самединова из рядов партии (арестован органами НКВД)».
По версии следствия, Самединов, Тархан и Чагар организовали и руководили «контрреволюционной пантюркистской националистической организацией», целью которой было возвращение к капитализму и ликвидация социалистических преобразований. Показания по делу добывались следователями НКВД при помощи пыток обвиняемых.
Группа Самединова обвинялась в подрывной работе в сельском хозяйстве, в результате которой из строя был выведен тракторный парк, искусственно снижалась урожайность табака и винограда, ослаблялось финансирование районов. По версии обвинения с целью нанесения ущерба колхозам происходило насаждение внутри них кулацких хозяйств. Всё это якобы проводилось в координации с турецкого разведкой.
17 апреля 1938 года выездной сессией Военной коллегии Верховного Суда СССР приговорён к расстрелу с конфискацией имущества. Приговор приведён в исполнение в тот же день в Симферополе.
15 декабря 1956 года Военная Коллегия Верховного Суда СССР, «рассмотрев материалы дела и дополнительного расследования, заключение находит обоснованным и подлежащим удовлетворению и, принимая во внимание, что дело в отношении А. А. Самединова фальсифицировано, определила: приговор Военной Коллегии Верховного суда СССР от 17 апреля 1938 года в отношении А. А. Самединова отменить, а дело о нём прекратить за отсутствием состава преступления».

## Награды
Орден Ленина — 15 марта 1935 года за выдающиеся успехи в деле руководства работой по Крымской Республике.

## Список лиц, осужденных по «делу Самединова»
В результате фабрикации масштабного «национального» политического процесса 1937—1938 годов были уничтожены лучшие представители крымскотатарской интеллигенции. Многие из них были высокообразованными людьми, получили образование в Турции, а некоторые, как Айвазов и Акчокраклы, лично знали Исмаила Гаспринского, являясь сотрудниками газеты «Терджиман». В результате гибели носителей уникальных знаний по истории и языку крымских татар была нарушена преемственность поколений, народ был обезглавлен. Репрессии подверглись 41 человек.
Расстреляны:
1. Абеляев Аблямит
2. Абдуллаев Сеит Амет Сеит
3. Азизов Якуб Азизович — ученый-философ, преподаватель КПИ им. М. В. Фрунзе
4. Айвазов Сабри Абибулаевич — редактор «Терджимана», председатель первого Курултая, публицист, ученый-языковед
5. Акчокраклы Осман Нури Асанович — историк, этнограф.
6. Александрович Рамазан Мустафаевич — нарком просвещения (1934—1937)
7. Асанов Абедин Фегми
8. Боданинский Усеин Абдурефиевич — художник, искусствовед, директор Бахчисарайского дворца-музея
9. Байрашевский Ягья Ибрагимович — ученый-языковед, преподаватель Крымского пединститута
10. Бахчиван Решид Меметович
11. Газиев Мемет Бели
12. Гафаров Джафар Абдулла — писатель
13. Джемалединов Абдуль-Керим — ученый-языковед
14. Идрисов Сулейман Измайлович — нарком земледелия Крымской советской социалистической республики (1919)
15. Исмаилов Ибрагим (Фегми) — музейный работник, педагог, выпускник Американского колледжа в Бейруте[1]
16. Кокбариев Абселям Менсейтович
17. Курт Мемет Рамазан
18. Лятиф Заде Абдулла — поэт, доцент Крымского пединститута
19. Меметов Селим Меметович — наркоминдел Крымской советской социалистической республики (1919)
20. Моллоджанов Аблямит Ибадлаевич
21. Мусаниф Февзи Абдулла — нарком земледелия КрАССР (1934—1937)
22. Мусаниф Якуб Абдулла — журналист
23. Недим Мамут — публицист, нарком просвещения КрАССР (1928—1929)
24. Рахимов Абдулла
25. Самединов Абдураим Абдураманович — председатель СНК КрАССР (1931—1937)
26. Софу Мустафа
27. Такуров Мустафа
28. Тархан Ильяс Умерович — председатель Союза писателей Крыма, Председатель ЦИКа КрАССР
29. Трупчу Сервер Курт Сеит — 2-й секретарь обкома партии
30. Хаттатов Сеит Джелиль — член Директории, лидер Милли Фирка
31. Чагар Билял Абла — нарком просвещения КрАССР в 1937 году
32. Чешмеджи Билял Мамут — нарком здравоохранения КрАССР, управляющий Крымгосиздатом
33. Эвлияев Абдульбер
34. Эмир Алиев Сеит Асан
35. Эмир Алиев Сеит Ибрагим
36. Эмиров Амет Сеит Халиль

Отправлены в лагеря:
1. Баккал Абибулла — директор Крымского государственного татарского театра
2. Керменчекли Якуб Аблаевич — учитель, делегат Курултая
3. Муртазин Ахмет Гирей
4. Умер Ипчи — писатель-драматург
5. Умеров Мамут Гафарович